# Polypodium macaronesicum
Polypodium macaronesicum is een varen uit de eikvarenfamilie (Polypodiaceae). Het is een endemische soort in Macaronesië, de eilandengroep die de Canarische Eilanden, Madeira en de Azoren omvat.
Hij lijkt zeer sterk op de nauw verwante zuidelijke eikvaren (Polypodium cambricum), waarvan hij volgens sommige botanici een ondersoort is. De twee kunnen enkel door microscopisch onderzoek van elkaar onderscheiden worden.

## Naamgeving enetymologie
- Synoniemen: Polypodium cambricum subsp. macaronesicum (Bobrov) Fraser-Jenkins, P. vulgare L. subsp. azoricum Vasc. (1968), P. azoricum (Vasc.) Fernand. (1968), P. australe Fée subsp. azoricum (Vasc.) Nardi (1977)

De soortaanduiding macaronesicum verwijst naar Macaronesië.

## Kenmerken

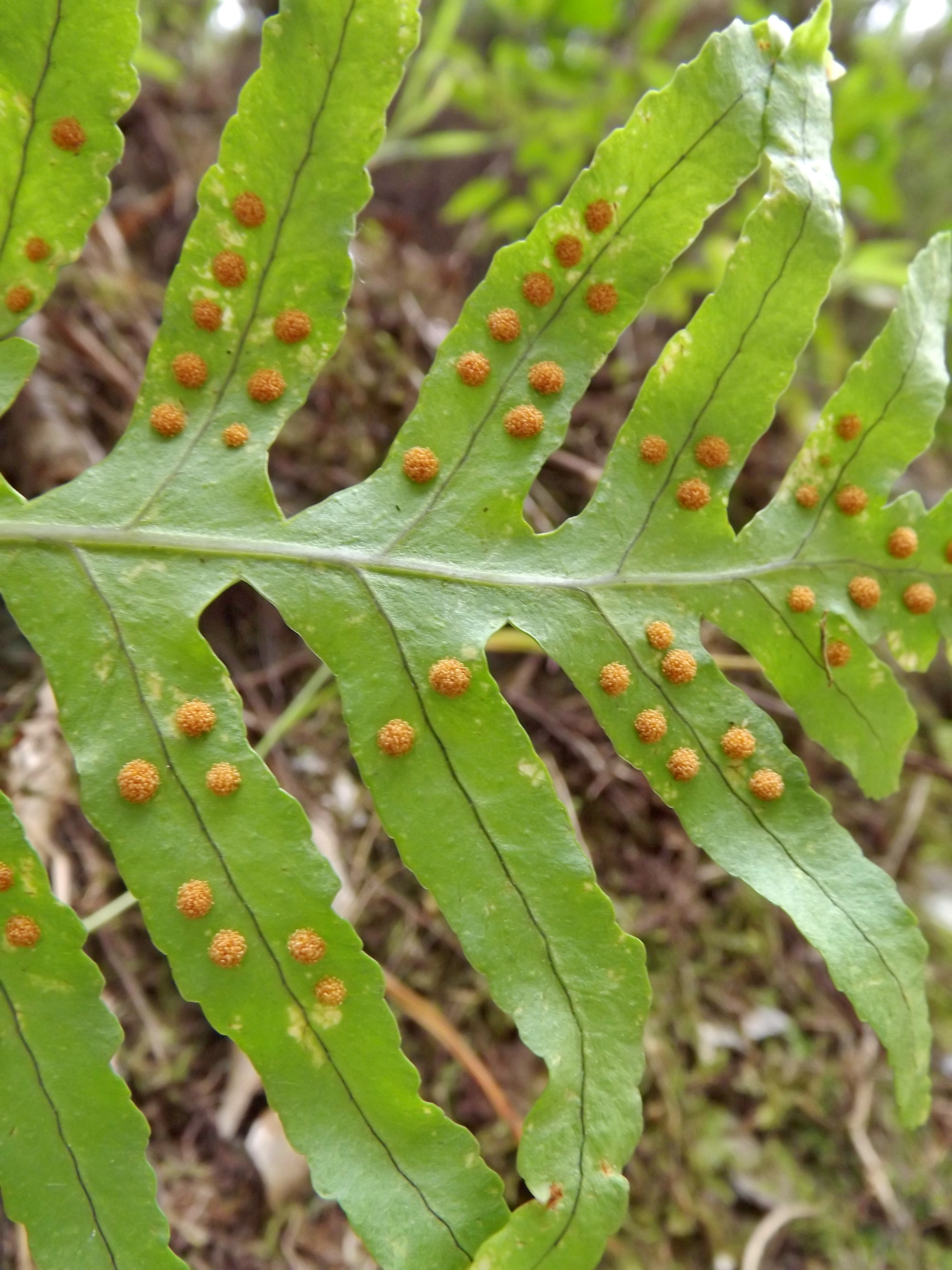
Polypodium macaronesicum, sporenhoopjes op de onderkant van het blad

Polypodium macaronesicum is een middelgrote overblijvende, hemikryptofiete varen met korte, vlezige, vertakte, kruipende rizomen bezet met spiesvormige schubben, en in losse bundels geplaatste, tot 40 cm lange en 15 cm brede eenvormige bladen. De bladsteel is meestal korter dan de bladschijf, scharnierend aan de basis. De bladen zijn winterhard, de jonge bladen verschijnen in de herfst.
De bladen zijn afgerond driehoekig van vorm, zelden meer dan tweemaal zo lang als breed en eenmaal gedeeld of diep gelobd, met een lange, gerekte top. De 9 tot 22 paar blaadjes van tweede orde zijn ovaal of langwerpig, gepunt, de langste in de onderste helft van het blad, de bladranden ondiep getand.
De sporenhoopjes zijn in het begin eirond, later rond, maar blijven relatief klein en liggen tussen de middennerf en de bladrand op de bovenste helft van de blaadjes aan de onderzijde. Er is geen dekvliesje.
Het sporangium (sporendoosje) heeft een annulus (een verticale lijn van bijzondere, verdikte cellen van de sporangiumsteel tot de top, die een rol speelt bij het openen van het sporendoosje) met onderaan tien tot veertien verdikte cellen.

## Habitaten verspreidingsgebied
P. macaronesicum komt voor op neutrale tot zure gronden op vochtige, halfbeschaduwde plaatsen, zoals op vulkanische rotsen en oude muren, of op bemoste bomen. Hij wordt dikwijls aangetroffen samen met Davallia canariensis.
Hij wordt beschouwd als een endemische soort in Macaronesië, de eilandengroep die de Canarische Eilanden, Madeira en de Azoren omvat. Desondanks is er ook een populatie gevonden in de Sierras de Algeciras in zuidelijk Spanje.

## Taxonomie
In 1977 voegde Enio Nardi de twee soorten P. macaronesicum en P. azoricum omwille van hun sterke gelijkenis samen, en plaatste al deze populaties als een ondersoort van de zuidelijke eikvaren die hij P. australe subsp. azoricum (Vasc.) Nardi noemde, alhoewel hij toegaf dat er toch duidelijke verschillen waren tussen de Canarische, Madeira- en Azorenpopulaties.
Blanca Diez en Ángel Enrique Salvo Tierra (1979) betwistten deze samenvoeging, en geven argumenten om de beide eilandsoorten weliswaar als één aparte soort te beschouwen, in welk geval de naam P. macaronesicum de voorrang krijgt.
P. macaronesicum kan op het zicht niet onderscheiden worden van de zuidelijke eikvaren. Enkel microscopisch onderzoek van de sporangia of sporendoosjes kan uitsluitsel geven. Zo heeft P. macaronesicum een annulus met onderaan tien tot veertien verdikte cellen, terwijl P. cambricum slechts vijf tot acht verdikte cellen heeft.
Overigens ontbreekt P. cambricum in Macaronesië, en kan enkel op het vasteland verwarring optreden.
... · P. azoricum · P. cambricum (Zuidelijke eikvaren) · P. interjectum (Brede eikvaren) · P. macaronesicum · P. vulgare (Gewone eikvaren) · P. ×mantoniae (Bastaardeikvaren) · ...